# Eliminacje do Mistrzostw Europy w Piłce Nożnej 2004/Grupa I
W rozgrywkach grupy I eliminacji Euro 2004 wzięło udział 5 drużyn:
- Włochy
- Serbia i Czarnogóra
- Finlandia
- Walia
- Azerbejdżan

## Tabela
| Zespół              | Pkt | M | W | R | P | Br+ | Br− | +/− |
| ------------------- | --- | - | - | - | - | --- | --- | --- |
| Włochy              | 17  | 8 | 5 | 2 | 1 | 17  | 4   | +13 |
| Walia               | 13  | 8 | 4 | 1 | 3 | 13  | 10  | +3  |
| Serbia i Czarnogóra | 12  | 8 | 3 | 3 | 2 | 11  | 11  | 0   |
| Finlandia           | 10  | 8 | 3 | 1 | 4 | 9   | 10  | -1  |
| Azerbejdżan         | 4   | 8 | 1 | 1 | 6 | 5   | 20  | -15 |

|                     | Włochy | Walia | Serbia i Czarnogóra | Finlandia | Azerbejdżan |
| ------------------- | ------ | ----- | ------------------- | --------- | ----------- |
| Włochy              | X      | 4:0   | 1:1                 | 2:0       | 4:0         |
| Walia               | 2:1    | X     | 2:3                 | 1:1       | 4:0         |
| Serbia i Czarnogóra | 1:1    | 1:0   | X                   | 2:0       | 2:2         |
| Finlandia           | 0:2    | 0:2   | 3:0                 | X         | 3:0         |
| Azerbejdżan         | 0:2    | 0:2   | 2:1                 | 1:2       | X           |

## Wyniki
Wszystkie godziny podane wg czasu środkowoeuropejskiego
| 7 września 2002 18:00 | Finlandia | 0:2(0:1)Raport | Walia · 30' Hartson · 72' Davies | Stadion Olimpijski, Helsinki Widzów: 35 833 Sędzia: Konrad Plautz |
|                       |           |                |                                  |                                                                   |

| 7 września 2002 20:00 | Azerbejdżan | 0:2(0:1)Raport | Włochy · 33' (sam.) Əhmədov · 65' Del Piero | Stadion Republikański im. Tofiqa Bəhramova, Baku Widzów: 28 000 Sędzia: Kiros Wasaras |
|                       |             |                |                                             |                                                                                       |

| 12 października 2002 18:00 | Finlandia · Ağayev 14' (sam.) · Tihinen 60' · Hyypiä 72' | 3:0(1:0)Raport | Azerbejdżan | Stadion Olimpijski, Helsinki Widzów: 11 853 Sędzia: Alain Hamer |
|                            |                                                          |                |             |                                                                 |

| 12 października 2002 19:45 | Włochy · Del Piero 38' | 1:1(1:1)Raport | Serbia i Czarnogóra · 27' Mijatović | Stadio San Paolo, Neapol Widzów: 43 661 Sędzia: Manuel Mejuto González |
|                            |                        |                |                                     |                                                                        |

| 16 października 2002 18:00 | Serbia i Czarnogóra · Kovačević 55' · Mihajlović 84' (k.) | 2:0(1:0)Raport | Finlandia | Stadion im. Rajko Miticia, Belgrad Widzów: 22 113 Sędzia: Dick van Egmond |
|                            |                                                           |                |           |                                                                           |

| 16 października 2002 20:45 | Walia · Davies 12' · Bellamy 71' | 2:1(1:1)Raport | Włochy | Millennium Stadium, Cardiff Widzów: 72 500 Sędzia: Gilles Veissière |
|                            |                                  |                |        |                                                                     |

| 20 listopada 2002 16:00 | Azerbejdżan | 0:2(0:1)Raport | Walia · 10' Speed · 68' Hartson | Stadion Republikański im. Tofiqa Bəhramova, Baku Widzów: 12 000 Sędzia: Luc Huyghe |
|                         |             |                |                                 |                                                                                    |

| 12 lutego 2003 14:30 | Serbia i Czarnogóra · Mijatović 33' · Lazetić 52' | 2:2(1:0)Raport | Azerbejdżan · 58', 77' Qurbanov | Stadion Pod Goricom, Podgorica Widzów: 7500 Sędzia: Jacek Granat |
|                      |                                                   |                |                                 |                                                                  |

| 29 marca 2003 16:30 | Walia · Davies 1' · Speed 40' · Hartson 43' · Giggs 52' | 4:0(3:0)Raport | Azerbejdżan | Millennium Stadium, Cardiff Widzów: 73 000 Sędzia: Philippe Leuba |
|                     |                                                         |                |             |                                                                   |

| 29 marca 2003 21:00 | Włochy · Vieri 6', 23' | 2:0(2:0)Raport | Finlandia | Stadio Renzo Barbera, Palermo Widzów: 34 074 Sędzia: Walentin Iwanow |
|                     |                        |                |           |                                                                      |

| 7 czerwca 2003 17:00 | Finlandia · Hyypiä 19' · Kolkka 45' · Forssell 56' | 3:0(2:0)Raport | Serbia i Czarnogóra | Stadion Olimpijski, Helsinki Widzów: 17 343 Sędzia: Claude Colombo |
|                      |                                                    |                |                     |                                                                    |

| 11 czerwca 2003 16:00 | Azerbejdżan · Qurbanov 88' · İsmayılov 90+2' | 2:1(0:1)Raport | Serbia i Czarnogóra · 27' Bošković | ASK Arena, Baku Widzów: 5000 Sędzia: Knud Erik Fisker |
|                       |                                              |                |                                    |                                                       |

| 11 czerwca 2003 20:00 | Finlandia | 0:2(0:1)Raport | Włochy · 32' Totti · 73' Del Piero | Stadion Olimpijski, Helsinki Widzów: 36 850 Sędzia: Širić |
|                       |           |                |                                    |                                                           |

| 20 sierpnia 2003 19:15 | Serbia i Czarnogóra · Mladenović 73' | 1:0(0:0)Raport | Walia | Stadion im. Rajko Miticia, Belgrad Widzów: 19 752 Sędzia: Anders Frisk |
|                        |                                      |                |       |                                                                        |

| 6 września 2003 22:00 | Azerbejdżan · İsmayılov 88' | 1:2(0:0)Raport | Finlandia · 52' Tainio · 74' Nurmela | ASK Arena, Baku Widzów: 7500 Sędzia: Vladimír Hriňák |
|                       |                             |                |                                      |                                                      |

| 6 września 2003 20:45 | Włochy · Inzaghi 59', 63', 70' · Del Piero 76' (k.) | 4:0(0:0)Raport | Walia | San Siro, Mediolan Widzów: 69 000 Sędzia: Markus Merk |
|                       |                                                     |                |       |                                                       |

| 10 września 2003 20:45 | Walia · Davies 3' | 1:1(1:0)Raport | Finlandia · 79' Forssell | Millennium Stadium, Cardiff Widzów: 73 411 Sędzia: Arturo Daudén Ibánez |
|                        |                   |                |                          |                                                                         |

| 10 września 2003 20:45 | Serbia i Czarnogóra · Ilić 82' | 1:1(0:1)Raport | Włochy · 22' Inzaghi | Stadion im. Rajko Miticia, Belgrad Widzów: 25 631 Sędzia: Alain Hamer |
|                        |                                |                |                      |                                                                       |

| 11 października 2003 20:45 | Walia · John Hartson 25' (k.) · Earnshaw 90+2' | 2:3(1:1)Raport | Serbia i Czarnogóra · 4' Vukić · 82' Milošević · 87' Ljuboja | Millennium Stadium, Cardiff Widzów: 72 514 Sędzia: Fritz Stuchlik |
|                            |                                                |                |                                                              |                                                                   |

| 11 października 2003 20:45 | Włochy · Vieri 16' · Inzaghi 24', 88' · Di Vaio 65' | 4:0(2:0)Raport | Azerbejdżan | Stadio Oreste Granillo, Reggio di Calabria Widzów: 22 100 Sędzia: Stuart Doughal |
|                            |                                                     |                |             |                                                                                  |